# Ибрагимов, Рафаэль Тофиг оглы
Ибрагимов, Рафаэль Тофиг оглы (азерб. Rafael Tofiq oğlu İbrahimov) — азербайджанский дипломат.

## Биография
В 1987 году окончил Азербайджанский государственный университет, факультет востоковедения, специальность — арабоведение и арабская литература.
Окончил специальный курс английского и французского в Азербайджанском университете языков.
Являлся переводчиком с арабского, французского и русского в Йемене (1985—1986) и Алжире (1987—1990).
С мая 1990 по март 1991 года являлся редактором журнала «L'Azerbaidjan Sovietique».
Начал работать в МИД Азербайджана в 1993 году. С июня 1993 по апрель 1994 года являлся секретарём по международным организациям экономической интеграции МИД Азербайджана.
С апреля 1994 по май 2001 года являлся первым секретарём, главой консульского департамента посольства Азербайджана в Великобритании.
25 мая 2001 года присвоен ранг чрезвычайного и полномочного посла.
Посол Азербайджана в Великобритании (25 мая 2001 —  20 августа 2007). Одновременно являлся послом Азербайджана в Норвегии (19 октября 2002 — 12 августа 2013), Ирландии (19 октября 2002 — 20 августа 2007), Швеции (19 октября 2002 — 12 августа 2013),
Посол Азербайджана в Финляндии (4 июля 2008 — 12 августа 2013). Являлся послом Азербайджана в Финляндии одновременно с должностью посла Азербайджана в Швеции, со штаб-квартирой в Стокгольме.
Являлся политическим обозревателем для BBC World Service, Channel 4, Аль-Джазира, 5 канала (Великобритания).
Является консультантом Института глобальных перемен имени Тони Блэра.
Владеет арабским, французским, английским, русским языками.